# Малатеста I Малатеста ди Соляно
Вижте пояснителната страница за други личности с името Малатеста Малатеста.
Малатеста I Малатеста ди Соляно, известен заради ниския си ръст като Малатестино ди Соляно (на италиански: Malatesta (Malatestino) I Malatesta di Sogliano; † пр. 1352) от кадетския клон Малатеста от Соляно на рода Малатеста е суверенен граф на Соляно заедно с братята си Гулиелмо I и Рамберто I през 1199 г., господар на Пенабили, Верукио, Ронкофредо, Поджо дей Берни, Чола дей Малатести, Монтеджели, Ронтаняно, Савиняно ди Риго, Пиетра дел'Узо, Монтебело и Монтепетра. 

## Произход
Той е син на Джовани I Малатеста ди Соляно († 23 април/20 септември 1299), родоначалник на кадетския клон Малатеста от Соляно на рода Малатеста и чрез брак граф на Соляно (1255 – 1299), гибелин, както и господар на Пенабили, Верукио, Ронкофредо и т.н., и на съпругата му наследница на Графство Соляно. Има двама братя – графове на Соляно:
- Гулиелмо I (* 14 век, † ок. 1316)
- Рамберто I († 1348)

## Биография
През 1305 г. откупува обратно замъка и областта Стригара, продадени от баща му. Умира преди 1352 г. Наследен е от сина си Джовани.

## Потомство
Има един син:
- Джовани II Малатеста ди Соляно  († 1358), граф на Соляно и негов наследник, има двама сина